# 托鲁斯
托鲁斯（葡萄牙語：Touros）是巴西北大河州的一个市镇。总面积839.351平方公里，总人口32801人，人口密度39.1人/平方公里。